# Piano del ferro
Il piano del ferro (in sigla, PdF), detto anche piano di rotolamento, in ambito ferro-tranviario indica il piano tangente al fungo delle due rotaie di un binario ovvero il piano su cui transitano (o meglio rotolano) le ruote del convoglio ferro-tranviario; viene indicato tramite la quota altimetrica. Il piano di rotolamento determina anche l'origine a cui fa riferimento ogni distanza tra il filo superiore della rotaia e un qualunque oggetto posto sopra di essa.
Dal piano del ferro in particolare si misura anche l'altezza del piano di calpestio del pavimento delle carrozze ferroviarie o delle vetture tranviarie: si tratta di una misura che, accoppiata all'altezza a cui è posto il marciapiede di fermata, determina la maggiore o minore facilità parte del viaggiatore di salire in carrozza.
Essendo un punto di riferimento delle quotature, le quote su tale piano sono di valore zero. Le quotature sopra e sotto di esso saranno espresse nelle diverse unità di misura a seconda del contesto: saranno millimetri nel caso si analizzi la meccanica del convoglio, ad esempio il piano di calpestio della vettura, oppure metri o centimetri qualora si intenda riferirsi, ad esempio, alla quota del sovrappassaggio stradale oppure alla quota del marciapiede viaggiatori.